# Alcides Lanza
Alcides Lanza   (Rosario, 2 de juny de 1929 - 17 de juliol de 2024) va ser un compositor, director d'orquestra, pianista i educador canadenc d'origen argentí.

## Biografia
Nascut a Rosario, Lanza va llançar la seva primera formació musical a Buenos Aires on va ser alumne de Julián Bautista (composició musical), Ruwin Erlich (piano), Alberto Ginastera (composició) i Robert Kinsky (direcció). Va rebre una beca de l'Institut Torcuato di Tella del 1963 al 1964 que li va permetre cursar estudis avançats en composició musical i música electrònica. Va rebre més ajuts de la Ford Foundation (1966) i de la Unió Panamericana (1967–1969) i va rebre una beca Guggenheim (1965). Tot això li va permetre continuar formant-se als Estats Units d'Amèrica amb professors com Olivier Messiaen, Riccardo Malipiero Jr., Aaron Copland, Bruno Maderna i Yvonne Loriod.
Entre 1959 i 1965, Lanza va ser pianista i entrenador vocal al Teatro Colón de Buenos Aires, i va exercir com a president de l'Agrupacion Música Viva, durant aquell temps. Mentre estudiava als Estats Units durant finals dels anys 1960 va treballar al Centre de música electrònica Colúmbia-Princeton amb Vladimir Ussachevsky. El 1971 es va traslladar al Canadà, ingressant a la facultat de música de la Universitat McGill de la ciutat de Montreal. Des del 1974 fou director del programa de música electrònica de l'escola. Entre els seus notables alumnes es compten els compositors Peter Allen, Eli-Eri Moura i John Burke.
El 1965 Alcides Lanza va comprar diverses pel·lícules de Super Balls com a joguines per al seu fill i aviat va experimentar amb els sons que feien quan es fregaven al llarg del marc o les cordes d'un piano. Lanza, en la seva composició Plectros III (1971) va afirmar que l'intèrpret havia d'utilitzar un parell de Super Balls en pals com a malles per colpejar i fregar les cordes i la caixa d'un piano.
El 1972, Lanza es va convertir en el director de la Société de musique contemporània du Quebec (SMCQ), restant en aquest càrrec per poc temps. El SMCQ li va encarregar que escrigués Plectros IV, que es va estrenar el 1975 per Bruce Mather i Pierrette LePage. El 1972-1973 va ser compositor en residència al servei alemany d'intercanvi acadèmic de Berlín i va fer recorreguts de recital a Escandinàvia. Va continuar fundant el Composers/Performers Group, una organització que va despertar molta controvèrsia entre els crítics per les seves presentacions multimèdia a ciutats com Nova York i Montreal. El 1986 va recórrer Argentina i Brasil amb la seva esposa, actriu i cantant Meg Sheppard, fent concerts. Va ser membre honorari del Col·legi de Compositors Llatinoamericans de Música d'Art, fundat pel compositor mexicà Manuel de Elías.
Lanza es va convertir en un ciutadà canadenc el 1976. Com a compositor i intèrpret va ser conegut com a exponent de la música clàssica contemporània i de la música d'avantguarda. Les seves obres sovint utilitzen una combinació d'instruments tradicionals i inusuals i incorporen sons i extensions electròniques. També va ser conegut per utilitzar efectes especials d'il·luminació a l'hora de presentar la seva música. Moltes de les seves composicions van ser publicades per Boosey & Hawkesi Lanza, la seva pròpia editorial. Va ser membre del Canadian Music Center, membre de la Lliga Canadenca de Compositors i Membre Honorífic de la Comunitat Electroacústica Canadenca.